# Cahul, Bolgrad und Ismail
Cahul, Bolgrad und Ismail sind drei historische Bezirke im Süden Bessarabiens.

## Geschichte
Der südliche Teil des ursprünglich zum Fürstentum Moldau gehörenden Bessarabien ging, nachdem es 1812 und 1829 vom Osmanischen Reich an Russland abgetreten worden war, im Ergebnis des Krimkrieges Russland zunächst wieder verloren. An das Fürstentum Moldau trat Russland im Rahmen des Pariser Friedens 1856 einen Grenzstreifen entlang des Pruth, des Donaudeltas und der Schwarzmeerküste einschließlich der Städte Cahul, Ismajil und Kilija sowie den südlichen Teil des Budschak ab. Diese Gebietsveränderung war weder historisch noch ethnographisch eindeutig begründet. Im Gegensatz zu Nordbessarabien wurde Südbessarabien (Budschak) schon ab 1484 osmanisch. Mit der Festung Bender mit Umland kam auch dieses moldauische Gebiet 1538 zum Osmanischen Reich und gehörte diesem mit dem Budschak bis 1812 an. Im Unterschied zu Nordbessarabien lebten im Süden des Gebietes mehr Russen bzw. Ukrainer (und Bulgaren) als Moldawier. Durch die Grenzveränderung erhielt Moldau bzw. Rumänien aber einen Zugang zum Meer, während der Anteil Russlands an den Küsten des Schwarzen Meeres entsprechend verringert wurde. Schon nach dem nächsten Russisch-Osmanischen Krieg erzwang Russland am Berliner Kongress 1878 die Rückgabe Südbessarabiens. Rumänien erhielt als Entschädigung die Dobrudscha von den Osmanen.

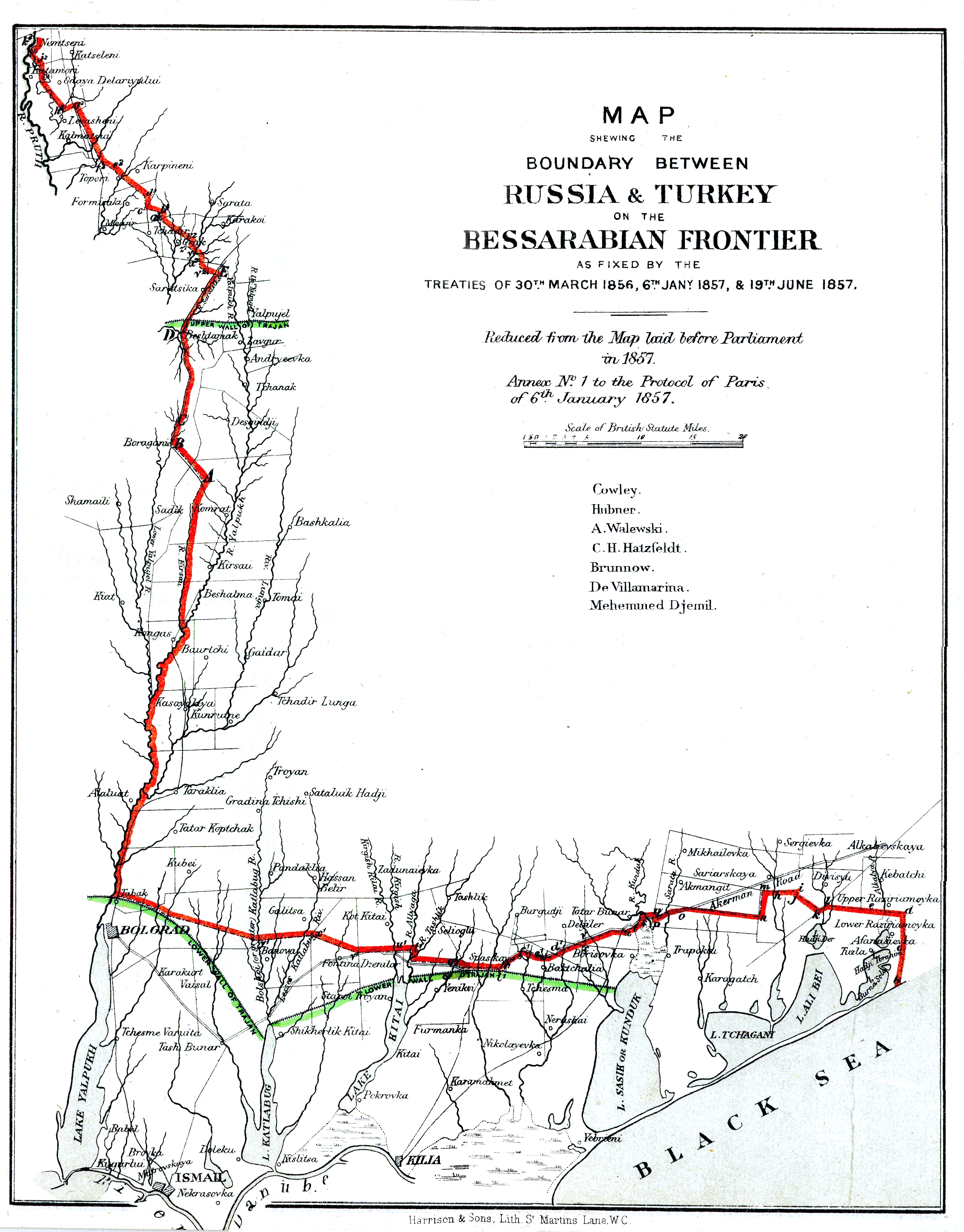
Die Grenzziehung durch den Süden Bessarabiens
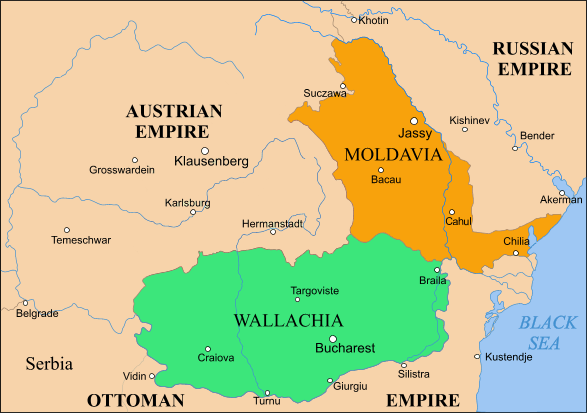
Südbessarabien als Teil des Fürstentums Moldau ab 1856
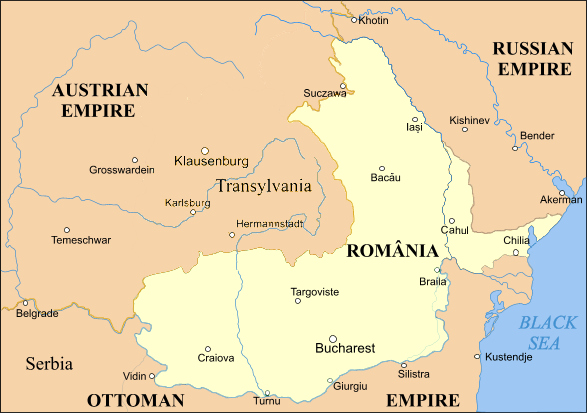
Südbessarabien als Teil Rumäniens bis 1878
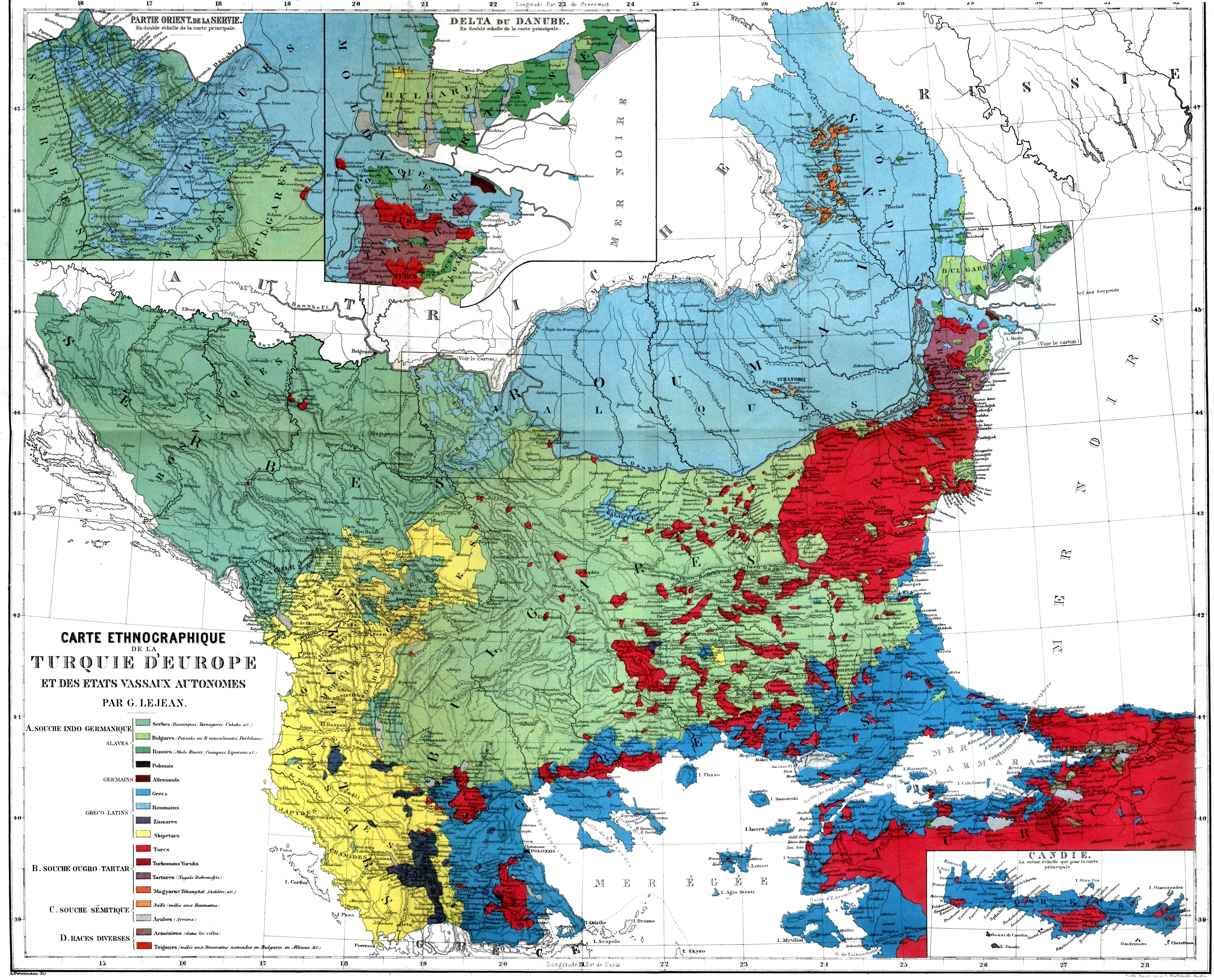
Ethnische Karte der Balkanhalbinsel von 1861